# Richie Rich
Richie Rich je američka komedija iz 1994. Priča se vrti oko glavnog lika Richiea, a njega kao glavni glumac igra dječak Macaulay Culkin, javnosti poznat po ulogama u filmu Sam u kući i Sam u kući 2.

## Radnja
Richard "Richie" Rich Jr. je najbogatiji dječak na svijetu. Njegov otac je milijarder i filantrop, Richard Rich st., a majka mu je Regina Rich. Njegov najbolji prijatelj je odani batler Herbert Cadbury, dok baš i nema prijatelja svojih godina. Kada ode na proslavu ponovnog otvorenja tvrtke "United Tool" vidi djecu kako igraju bejzbol. Međutim, njegov 'zaštitnik' Ferguson ga spriječi i oštro ga povuče, a Cadbury ga ukori govoreći "da će njemu trebati zaštita ako bude tako grub".
Richard ima i posebni tatalink koji može u 10 sekundi naći njegovog tatu gdje god da je. To je izumio genijalni znanstvenik, profesor Veleum, koji je izumio mnoge napredne stvari kao superjako ljepilo i robote. Jedan od vođa 'Rich Industries', opaki Laurence van Dough, želi preuzeti ogromno bogatstvo obitelji Rich pa kuje opasne planove uz pomoć Fergusona.
Obitelj Rich se sprema ići u Englesku u posjet kraljici. Cadbury predlaže Regini da Richie ostane kući u Chicagu, da se zabavi s prijateljima i odmori. Oni pristanu. Richie se sprijatelji sa skupinom od 5-6 djece i pokaže im svakakva čudesa (McDonalds, vlak smrti...). Vođa grupe je Gloria Pazinski. Glorijina majka Dianne i batler Cadbury se zbližavaju, makar Dianne smeta što je Cadbury zove madame.
Tijekom putovanja za Englesku Richard odlazi na wc i upotrijebi Veleumov izum koji otkriva u čemu se što nalazi ili od čega je građeno. Richard otkrije da je u misterioznom paketu bomba od trinitrotoluola i baci je kroz prozor nekoliko sekundi prije eksplozije. Međutim, bomba uništi dio aviona, pa Billion Dolar One padne u Atlantski ocean. Richard i Regina prežive i putuju na čamcu, no svi misle da su mrtvi. Zli Laurence van Dough stoga preuzme vodstvo nad korporacijom Rich i uvodi svoj režim. On želi zatvoriti United Tools, gdje rade mnogi ljudi, što naljuti Richieja koji želi pružiti otpor. Skrbnik Cadbury daje Richieju sva prava i on, kao jedini živući nasljednik obitelji Rich, preuzima poslovno carstvo.
Pošto je Laurenceu jako ograničena moć, on se želi dokopati mjesta vođe pa se želi riješiti batlera Cadburyja, koji je i 'zakuhao sve ovo'. Policija privede Cadburya pod sumnjom da je ubio Richarda i Reginu. Laurence je u njegovu sobu podmetnuo neke planove za bombu, a sumnja se da je ubojstvo počinila grupa zločinaca. Laurence planira ubiti Cadburya u zatvoru, ali tako da sve izgleda kao samoubojstvo. Richie posjeti Cadburya i da mu poseban Veleumov izum koji uzrokuje hrđanje i raspad željeza. Cadbury uništi rešetke i bježi iz zatvora, spašavajući se u zadnji čas. Njih dvojica odu u Glorijinu kuću. Cadbury i Dianne opet razgovaraju, a Richie koristi Glorijin kompjuter da se dočepa Tatalinka. Nažalost, Laurenceovi ljudi isključe Tatalink.
Laurence sazna za Cadburyjev bijeg. On i Ferguson napadnu profesora Veleuma. Žele da otvori trezor obitelji Rich gdje se skriva ogromno bogatstvo. Veleum mu kaže da je trezor zaštićen i da u njega mogu ući samo Richard ili Regina tako da kažu posebnu šifru. Laurence je nezadovoljan. Ferguson je isključio modem za Tatalink, a zatim obavijesti Laurencea da su Richard i Regina preživjeli.
Djeca, Dianne i Cadbury isplaniraju povratak u vilu Rich. Oni ometu stražare i Richie se ušulja u vilu. Otkrije da je njegov otac u vili. Laurence je oteo Richarda i Reginu te ih je vezao za krevet. Želi se dočepati obiteljskog trezora. On i Ferguson utrpaju djecu u kavez. Veleum postavi zamku pomoću ljepila i Laurence se zaljepi, a Ferguson je izbjegne; Veleum kontrolira robopčelu koja se zabije u Fergusona. Ferguson svojim tijelom pritisne gumb za oslobođenje - djeca su slobodna.
Tada Laurence i bračni par Rich odu do planine Mount Rich, s kipovima Regine, Richarda i Richieja. Tamo je skriven trezor. Međutim, Laurence otkrije da su tamo samo bezvrijedne stare stvari, kao klaviri, šalice, ormari i sl. Želi novac ili zlato. Richard govori da su novci u dionicama i kućama, te da ga nema baš mnogo. Šokirani Laurence ih odluči ubiti i sprema se pucati u njih, no dođe Richie. Laurence ga nacilja pištoljem i puca. Metak pogodi Richieja, ali mu ne naudi - jer nosi Veleumovo odijelo koje metak ne može probiti. Richovi se pokušaju spasiti kada bivaju napadnuti od strane Fergusona. Cadbury iskoristi laser da razoruža Fergusona i u zadnji tren napadne Laurencea. Richard odluči otpustiti Laurencea i udari ga.
Na kraju filma Richie igra bejzbol s prijateljima. Laurence i Ferguson rade u vrtu, nisu u zatvoru nego na dobrotvornom radu. Richard i Regina komentiraju kako je Richie sada doista najbogatiji dječak na svijetu, jer ima jednu od rijetkih stvari koje novac ne može kupiti: prijatelje.

## Glumci
Richie Rich = Macaulay Culkin
Laurence van Dough = John Larroquette
Herbert A.R. Cadbury = Jonathan Hyde
Richard Rich = Edward Herrmann
Regina Rich = Christine Ebersole
Profesor Veleum (Keenbean) = Mike McShane
Ferguson = Chelcie Ross
Gloria Pazinski = Stephi Lineburg
Dianne Pazinski = Mariangela Pino
Omar = Joel Robinson
Pee Wee = Jonathan Hilario
Učitelj ekonomije = Ben Stein
Mali Richie = Rory Culkin
Reggie Jackson i Claudia Schiffer glume sami sebe.
To je glavna postava. Postoje i neki sporedni likovi, ali ne s dovoljno važnom ulogom (tv voditelj, policajac...) 

### Napomena
Omar i Pee Wee su Richiejevi prijatelji koji se druže s njim i Glorijom. Omar je vrlo ljubazan.

## Zanimljivosti
Film je zaradio 38 mil. dolara (proračun 40 milijuna).
Postoji i nastavak filma snimljen 1998.

## Poveznice
Richie Rich (lik)
Obitelj Rich
Richie Rich 2